# Arnulfo Mendoza

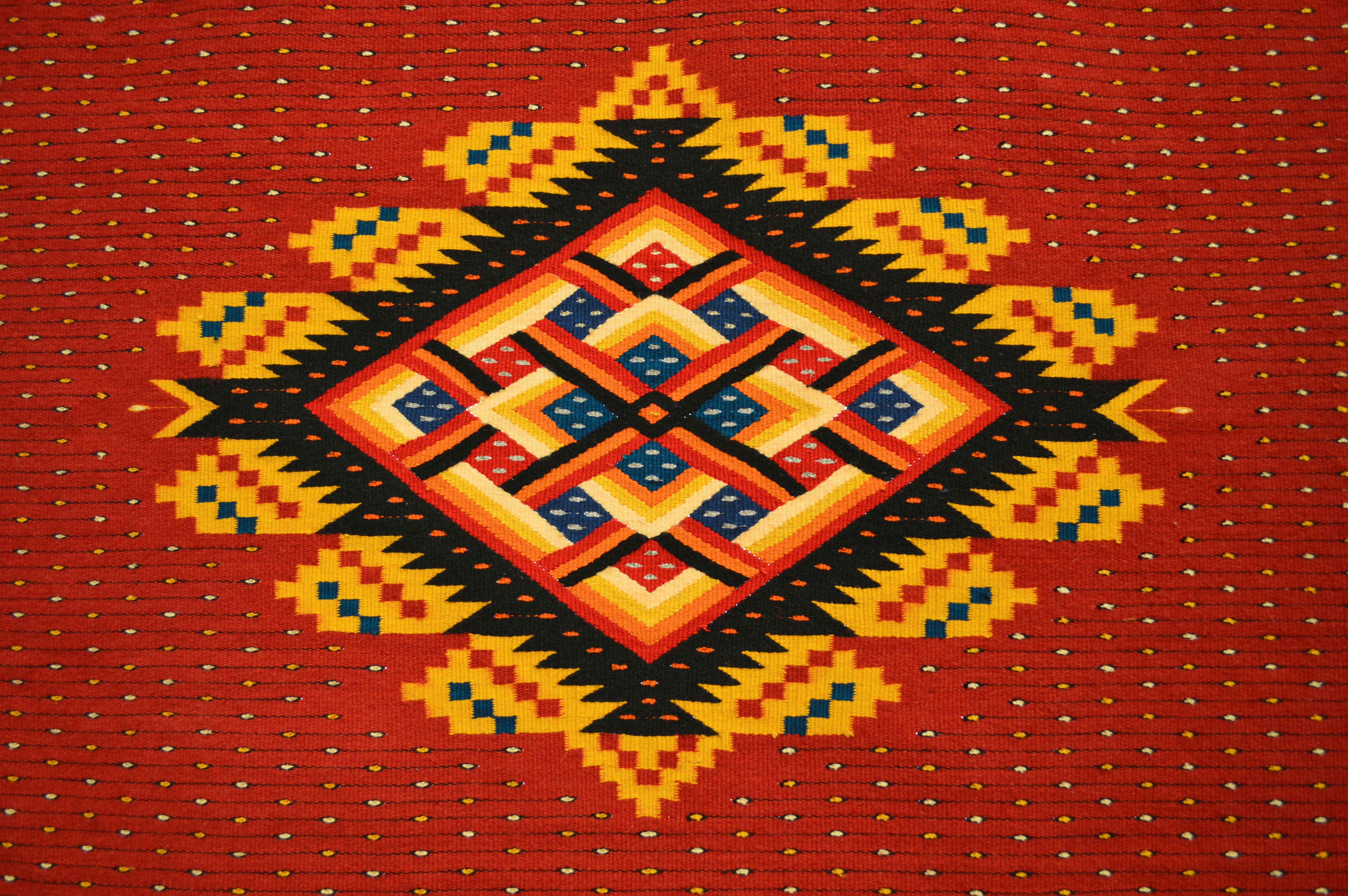
Tapete zapoteco (zarape) con patrón rómbico, producción del artista.

Arnulfo Mendoza Ruíz (17 de agosto de 1954 – 7 de marzo de 2014) fue un artista, artesano y tejedor que exhibió su obra dentro de México y a nivel internacional. Nacido en Teotitlán del Valle, Oaxaca, un conocido centro de tejido zapoteco, se convirtió en uno de sus más conocidos artesanos, reconocido como un "Gran Maestro" por el Fomento cultura Banamex . También perteneciente al grupo fundador del Taller Rufino Tamayo en Oaxaca, llamados " La primera generación del Taller Rufino Tamayo" con artistas como Maximino Javier, Alejandro Santiago, Felipe Morales, Filemón Santiago, entre otros. Trabajó en la promoción y difusión del arte contemporáneo y el arte popular Oaxaqueño como director de la Galería La Mano Mágica, en conjunto con su exesposa Mary Jane Gagnier. La galería y el taller de tejido es actualmente dirigida por su hijo Gabriel Mendoza Gagnier.

## Biografía
Mendoza nació en Teotitlán del Valle, Oaxaca, una comunidad zapoteca cercana a la capital del estado bien conocida por sus tapetes tejidos (zarapes). La población de Teotitlán ha sido bastante exitosa en esta tarea, dado que a diferencia de muchas otras comunidades de la región, pocas personas emigran desde allí.
A la edad de nueve años comenzó su aprendizaje de las formas, colores y materiales del tejido tradicional zapoteco en el taller familiar. Llegó a la universidad gracias al maestro Franscisco Toledo. 
Posteriormente, realizó sus estudios profesionales en la Universidad Autónoma Benito Juárez de Oaxaca (UABJO) de 1972 a 1974. Después de eso en fundo el Taller Rufino Tamayo con los alumnos de la primera generación, Roberto Donis, Juan Alcázar y una prensa
donada por el maestro Rufino Tamayo.

Mendoza se casó con la canadiense Mary Jane Gagnier, que había llegado a Teotitlán como mochilera y se enamoró tanto de la zona, como de él. Trabajaron juntos para promover el trabajo de Mendoza y el de otros artesanos de los valles centrales de Oaxaca mediante la apertura de una galería y la publicación de escritos. La pareja se divorció pero Mary Jane se quedó en Teotitlán para continuar esta labor. La pareja tuvo un hijo, Gabriel Mendoza Gagnier. En 2010 tuvo su segundo hijo Teodoro Mendoza Inoue.

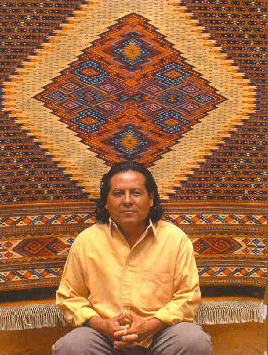
Arnulfo Mendoza Ruiz

En 2014, Mendoza murió inesperadamente por un ataque cardíaco a la edad de 59 años. Hubo un velorio en la ciudad de Oaxaca, así como en Teotitlán, donde fue inhumado.

## Trayectoria profesional

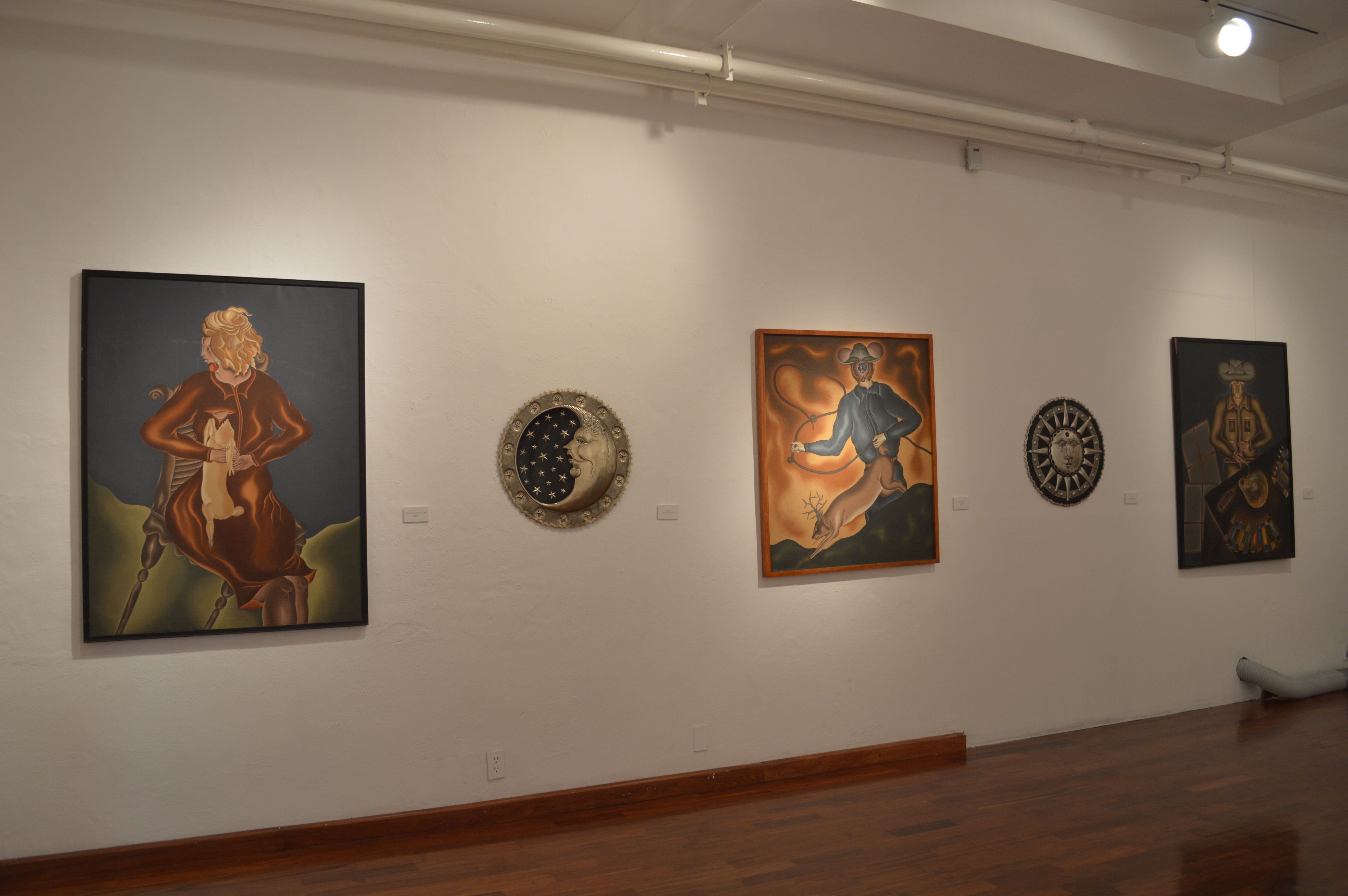
Exposición de obras del artista en el Museo de los Pintores Oaxaqueños en la ciudad de Oaxaca

Mendoza fue uno de los tejedores más famosos de Teotitlán, sus obras alcanzan valores de miles de dólares. Teñía sus propios materiales y fue particularmente afectado a los tonos rojos producidos por la cochinilla; en ocasiones, utilizó hilos de oro y plata. Presentó más de cincuenta exposiciones tanto individuales como colectivas en diversos sitios; incluyendo Nueva York, Madrid, Dallas, París, Los Ángeles y Berlín. En 2003, su obra fue presentada en la exposición Weaving: a Cultural Testimony en el Museo Nacional de Arte Mexicano, en Chicago. Obras suyas se encuentran en las colecciones permanentes del Museo Nacional de Arte Mexicano en Chicago, de Tama Life 21 en Tokio, de la Fundación Cultural Banamex y del Centro para las Artes en Waterloo, Iowa; además, fue publicada en Cuentos Mayas, Native Tradition (1982) y Textiles de Oaxaca, Artes de México No.35 (1997), entre otros.
Apenas graduado de la UABJO, se convirtió en uno de los miembros fundadores del Taller Rufino Tamayo en 1974. En 1975 supervisó la producción de tapices por 25 artistas en los Estados Unidos para montarse en una exhibición del Otis College of Art and Design.
En 1980 viajó a París para desarrollar su pintura durante un año. En 1987 fundó el Taller Arnulfo Mendoza, del cual fue director hasta 2010, donde produjo tapices y zarapes con diseños tradicionales y contemporáneos.
En 1993 participó en un proyecto internacional de arte en Tokio, Japón, donde dos de sus obras acapararon la atención del público
En 1996, la Fundación Cultural Banamex lo nombró uno de los “Grandes Maestros del arte popular de Oaxaca”. En 2001 le fue otorgado el Chimalli de Oro por el periódico El Imparcial
De 2009 a 2010 fue el director de la Galería La Mano Mágica, una de las más reconocidas en Oaxaca
nace el 17 de agosto de 1954 en Teotitlán del Valle, Oaxaca.
ESTUDIOS:
1972-1974 Artes
Plásticas en la Escuela de Bellas Artes de la Universidad Autónoma Benito Juárez de Oaxaca.
1974 Miembro Fundador del Taller de Artes Plásticas Rufino Tamayo de Oaxaca.
Nace el 17 de agosto de 1954 en Teotitlán del Valle, Oaxaca.
ESTUDIOS:
1972-1974 Artes Plásticas en la Escuela de Bellas Artes de la Universidad Autónoma Benito Juárez de Oaxaca.
1974 Miembro Fundador del Taller de Artes Plásticas Rufino Tamayo de Oaxaca.
1963 Inicia estudios y aprendizaje del Tejido Tradicional Zapoteco en el Taller Familiar Mendoza. 
ACTIVIDADES PROFESIONALES:
2009-2010 Director de la Galería La Mano Mágica. Una de las galerías más reconocidas en
Oaxaca y a nivel nacional.
1980 Realiza un viaje a París donde ejerce su arte durante un año.
1987-2010 Funda y continúa dirigiendo el Taller Arnulfo Mendoza que produce tapices Contemporáneos y Tradicionales con la técnica del sarape Mexicano.P
1975 Supervisa la producción de tapices de 25 artistas de Estados Unidos para la exposición hecho en México, Otis Art Institute, Los Ángeles.
EXPOSICIONES:
Ha realizado más de 50 exposiciones individuales y colectivas, por mencionar algunas de ellas.
1993 Participó en un Proyecto de Arte Internacional de Japón y dos de sus obras son parte de la más grande colección pública de Arte en Tokio.
1992 Patterns of Prestige: The Saltillo Sarape, Museo de Oakland, USA.
150 Grandes Maestros del Arte Popular Mexicano, Itinerante en los museos de New York, USA; Madrid, España, Dallas, Texas, USA; París, Francia; Los Ángeles, USA y Berlín, Alemania.
2003 Waving a Cultural Testimony, Museo Centro de Bellas Artes Mexicanas de Chicago, USA.
PREMIOS Y DISTINCIONES.
1996 La Fundación Cultural Banamex lo nombró como uno de los 150 Grandes Maestros del Arte Popular Mexicano.
2001 Chimalli de oro. Periódico El Imparcial Oaxaca, Mención Honorífica.
COLECCIONES PÚBLICAS.
1989 Mexican Fine Arts Centre Museum, Chicago, gráfica.
1994 Tama Life 21, Tokio, tapiz.
1996 Fundación Cultural Banamex, México D.F. tapiz.
2010 Waterloo Center for the Arts in Iowa, tapiz.
TRABAJOS PUBLICADOS.
1982 Cuentos Mayas, Native Tradition, Secretaría de Educación Pública, México. D.F.
1997 Textiles de Oaxaca, Artes de México, No. 35 sarapes, Páginas. 76-77 2005 Oaxaca Celebration, Mary Jane Gagnier, Museum of New México Press Santa Fe.

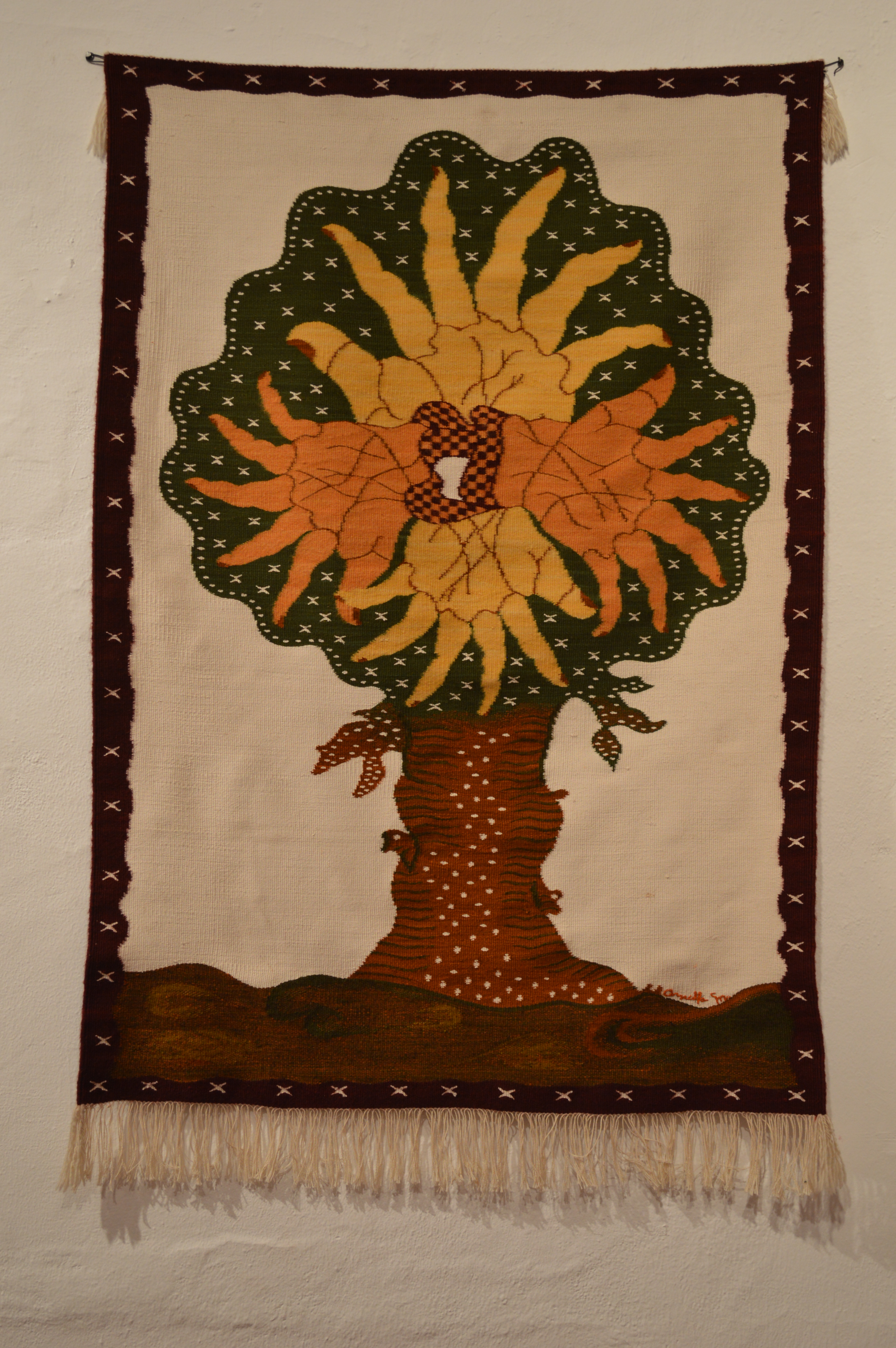

Entre otros.